# Seznam sociálnědemokratických stran
Pokud v zemi existuje více stran této orientace, jsou zmíněny pouze ty, které jsou zastoupeny v tamním (hlavním) parlamentu. Je zvykem, že sociálně demokratické strany se v západní Evropě nazývají socialistickými, proto pokud je u strany poznámka „socialistická strana“, znamená to, že strana je demokraticko-socialistické orientace. Problém nastává u nacionalistických levicových stran. Některé staví svůj program na socialismu, jiné na komunismu. Často však tyto strany utvářejí spojené bloky.

## Afrika

### Jihoafrická republika
- Africký národní kongres – člen Socialistické internacionály

## Amerika

### Portoriko
- Partido Independentista Puertorriqueño

## Asie

### Libanon
- Pokroková socialistická strana

### Turecko
- Republikánská lidová strana (Republikánská strana) – pozorovatel Strany evropských socialistů, člen Socialistické internacionály

## Austrálie
- Australská strana práce (Australian Labor Party)

## Západní Evropa

### Belgie
- Parti socialiste – valonská sociální demokracie
- Socialistische Partij Anders – vlámská sociální demokracie

### Francie
- Parti socialiste – navazuje na tradice SFIO (Francouzská sekce dělnické internaionály)

### Lucembursko
- Lëtzebuerger Sozialistesch Arbechterpartei

### Spojené království
- Labouristická strana – tradiční socialistická strana, která však přijala vizi tzv. Třetí cesty
- Sociálně demokratická a labouristická strana – severoirská sociálně demokratická strana, zastává jisté prvky konstitučního irského nacionalismu
- Skotská národní strana (Scottish National Party) – skotská národní strana sociálně demokratické orientace, není členem Socialistické Internacionály
- Plaid Cymru – waleská nacionálně orientovaná sociálně demokratická strana, není členem Socialistické Internacionály
- Respect

## Severní Evropa

### Dánsko
- Sociální demokraté (Socialdemokraterne)
- Socialistická lidová strana (Socialistisk Folkeparti) – zeleno-socialistická strana

### Faerské ostrovy
- Javnaðarflokkurin
- Tjóðveldi – středo-levicová nacionální strana

### Norsko
- Strana práce

### Švédsko
- Sociální demokraté (Sveriges socialdemokratiska arbetareparti) – strana založená roku 1889
- Levicová strana (Vänsterpartiet) – socialistická a feministická strana

## Střední Evropa

### Česko
- Sociální demokracie – nejstarší existující česká strana
- VIZE – národní socialisté
- Strana Práv Občanů ZEMANOVCI – bývalá strana založená Milošem Zemanem

### Maďarsko
- Maďarská socialistická strana (Magyar Szocialista Párt)
- Magyarországi Szociáldemokrata Párt
- „Történelmi” Szociáldemokrata Párt

### Rakousko
- Sociálně demokratická strana Rakouska (Sozialdemokratische Partei Österreichs) – z jejího lůna vzešla i Česká strana sociálně demokratická

### Slovensko
- HLAS – sociálna demokracia
- SMER – sociálna demokracia

### Švýcarsko
- Parti socialiste suisse
- Parti Suisse du Travail – socialistická strana

## Jižní Evropa

### Andorra
- Partit Socialdemòcrata – jedna ze dvou hlavních stran v Andoře, ve Straně evropských socialistů zastává pouze post pozorovatele

### Itálie
- Demokratická strana – největší italská levicová strana, založena roku 2007 sloučením socialistických Levicových demokratů a křesťanskodemokratické La Margherity.
- Článek jedna – menší strana založená roku 2017 levicovým křídlem výše uvedené Demokratické strany.
- Italská levice – menší socialistická strana.
- Italská socialistická strana – minoritní subjekt hlásící se k odkazu historické strany stejného jména.

### Řecko
- Panhelénské socialistické hnutí (Panellinio Sosialistiko Kinima, PASOK) - člen Strany evropských socialistů i Socialistické internacionály (160)

### San Marino
- Partito dei Socialisti e dei Democratici – člen Strany evropských socialistů i Socialistické internacionály

### Španělsko
- Španělská socialistická dělnická strana (Partido Socialista Obrero Español)
- Eusko Alkartasuna – sociálně demokratická baskická strana
- Esquerra Valenciana – v překladu Valenciiská levice, nacionálně orientovaný blok socialistických stran

### Portugalsko
- Socialistická strana (Partido Socialista)

## Jihovýchodní Evropa

### Bosna a Hercegovina
- Savez nezavisnih socijaldemokrata (Svaz nezávislých sociálních demokratů) - člen Socialistické internacionály

- Socijaldemokratska partija Bosne i Hercegovine (Sociálně demokratická strana Bosny a Hercegoviny) - člen Strany evropských socialistů a Socialistické internacionály